# 청양 김씨
청양 김씨(靑陽 金氏)는 충청남도 청양군을 본관으로 하는 한국의 성씨이다.
같은 신라계(新羅系)이면서 시조(始祖)를 달리하는 두 계통이 있다.
한 계통은 경주김씨의 지파로 선계가 실전되어 조선조에 감무(監務)를 지낸 김침(金沉)을 시조로 하는 감무공계(監務公系)이다.
다른 한 계통은 신라 대보공(大輔公) 김알지(金閼智)의 후예(後裔)로 전(傳)하나 상계(上系)를 고증(考證)할 문헌(文獻)이 없어 시조(始祖)의 7세손 김진완(金振玩)으로부터 계대(系代)하고 있다.
이를 구분하기 위해 김침계를 감무공계와 김진완 후손은 진완계로 하고 있다.

## 역사
조선(朝鮮) 경종(景宗) 때 사람인 김대성(金大聲)이 경남(慶南) 하동(河東) 악양에서 전남 곡성(谷城)으로 이거(移居)하여 그곳에서 살면서 청양 김씨(靑陽 金氏)의 세계(世系)를 이어왔다.

## 분적
수안 김씨에서 분적된 성씨로는 사천 김씨(泗川 金氏), 서산 김씨(瑞山 金氏), 해주 김씨(海州 金氏), 배천 김씨(白川 金氏), 염주 김씨(塩州 金氏), 철산 김씨(鐵山 金氏), 야성 김씨(野城 金氏), 청양 김씨(靑陽 金氏), 제주 김씨(濟州 金氏), 용궁 김씨(龍宮 金氏) 등이 있다.

## 본관
청양(靑陽)은 충청남도(忠淸南道) 중부(中部)에 위치(位置)한 지명(地名)으로 본래(本來) 마한(馬韓) 54개국(開國)의 하나인 고애국(古愛國)을 백제(百濟) 시대(時代)에 고량부리현(古良夫里縣)으로 하였다가 통일신라(統一新羅) 때는 청무(靑武) 또는 청정(靑正)으로 불렀으며 고려(高麗) 초기(初期)에 청양(靑陽)으로 고쳐 현종(顯宗)이 천안부(天安府)에 예속(隸屬)시켰고, 후(後)에 홍주(洪州)에 이속되었다. 조선조(朝鮮朝)에 와서 태종(太宗)이 현감(縣監)을 두고 정산현(定山縣)과 통합(統合)하였다가 다시 분리하고 청양현(靑陽縣)을 부설, 고종(高宗) 때 청양군(靑陽郡)으로 고쳤다.

## 주요 인물
조선
- 김의신(金義信 1609 을유생) 무과(武科) 인조 14년(1636) 별시 병과(丙科)
- 김억(金檍 1746 병인생) 생원진사시(生員進士試) 영조 50년(1774) 식년시 3등
- 김준광(金準光 1861 신유생) 역과(譯科) 고종 16년(1879) 식년시
- 김태선(金台善 1855 을묘생) 역과(譯科) 고종 19년(1882) 증광시
- 김준학(金準學 1859 기미생) 역과(譯科) 고종 13년(1876) 식년시
- 김권(金權 1761 신사생) 역과(譯科) 정조 7년(1783) 식년시
- 김지선(金止善 1830 경인생) 역과(譯科) 철종 6년(1855) 식년시
- 김준필(金準弼 1859 기미생) 역과(譯科) 고종 17년(1880) 증광시
- 김규신(金圭善 1844 갑진생) 역과(譯科) 철종 12년(1861) 식년시
- 김정훈(金廷勳 1811 신미생) 역과(譯科) 순조 28년(1828) 식년시

등 모두 71명의 과거 급제자가 있다.
(무과 1명 생원진사시 1명 역과 26명 의과 17명 음양과 17명 주학 9명)
- 과거 급제자는 조선조방목기록을 기준으로 한 것이므로 실제와 다를 수 있다.

## 인구
- 1930년 국세조사 때에 전라남도 곡성군 일원에 370가구가 살고 있는 것으로 나타났다.
- 2000년에는 255가구 871명이 살고 있으며,
- 2015년에는 676명으로 조사 되었다.